# Minbei
Le minbei (chinois simplifié : 闽话 ; chinois traditionnel : 閩北話 ; pinyin : Mǐnběihuà, littéralement « parlé min septentrional ») ou min du nord est une langue chinoise, du groupe min, parlée dans le Fujian. Il compte 10 300 000 locuteurs en République populaire de Chine en 1984 et 10 304 000 dans le monde.